# Ibrahima Sory Camara (Fußballspieler, 1985)
Ibrahima Sory Camara (* 1. Januar 1985 in Freetown) ist ein ehemaliger sierra-leonisch-guineischer Fußballspieler.

## Karriere

### Verein
Sein erster bekannter Jugendverein war der AC Parma, wo er 2003 in der Coppa Italia sowie dem UEFA-Cup erstmals zu Profieinsätzen kam. Nach der Umbenennung des Vereins zum FC Parma war er weiter dort aktiv, wurde aber zwischenzeitlich an Le Mans UC 72 verliehen und 2007 fest dorthin abgegeben. Auch von dort folgte 2010 eine Ausleihe zum FC Nantes. Dies Saison 2010/11 verbrachte Camara bei KAS Eupen in Belgien. Der CODM Meknès, Porcelana FC, FK Zemun und in seiner Heimat AS Kaloum Star waren seine nächsten Stationen. Auch in Südostasien beim GFA Hakha in Myanmar sowie dem thailändischen Drittligisten Samut Sakhon United FC war er noch bis 2021 aktiv. Anschließend ist kein neuer Verein mehr bekannt.

### Nationalmannschaft
Von 2004 bis 2011 absolvierte Camara insgesamt 41 Länderspiele für die guineische A-Nationalmannschaft und erzielte dabei einen Treffer. Dieser fiel am 9. September 2007 in der Qualifikationspartie zum Afrika-Cup 2008 gegen die Kap Verden (4:0).

## Erfolge
AS Kaloum Star
- Guineischer Meister: 2014

## Sonstiges
Camara gehört zur Volksgruppe der Susu.